# شابير خان
شابير خان (10 نوفمبر 1985 بوستر في المملكة المتحدة - ) هو لاعب كرة قدم باكستاني في مركز الظهير. شارك مع منتخب باكستان لكرة القدم. أما مع النوادي، فقد لعب مع نادي ووستر سيتي ونادي غلوستر سيتي وستوربورت سويفتس ‏.

## روابط خارجية
- شابير خان على موقع قاعدة بيانات كرة القدم.إي يو (الإنجليزية)
- شابير خان على موقع ناشيونال فوتبول تيمز (الإنجليزية)